# Dame Sarr
Elhadji Dame Sarr (nascut el 4 de juny de 2006) és un jugador de bàsquet professional italià del que juga a la Universitat de Duke. També és internacional amb la selecció italiana. Fa 1,98 m d'alçada, i juga en la posició d'escorta tirador.

## Primers anys i carrera juvenil
Dame Sarr va començar a jugar a bàsquet a les files del seu equip local Basket Oderzo, al qual es va incorporar el 2012 amb només 6 anys. S'uniria a Orange1 Basket Bassano el 2019. El FC Barcelona el va notar mentre jugava amb l'equip local en un torneig celebrat a Bassano del Grappa el 2022. Sarr fitxaria pels catalans l'estiu del 2022. Durant la temporada 2022-23, Sarr jugaria tant amb el FC Barcelona Junior com amb el FC Barcelona B a la Lliga EBA.

## Carrera professional
Encara que era jugador del FC Barcelona B, Sarr debutaria professionalment amb el primer equip del FC Barcelona el gener de 2023. Jugant els últims segons d'una victòria de la Lliga ACB 2022-23 contra el Bilbao Basket, es va convertir en el segon jugador més jove a jugar un partit oficial dels catalans.
Continuant jugant al FC Barcelona B durant la temporada 2023-24, Sarr seria convocat ocasionalment al primer equip, debutant a l'Eurolliga en una victòria contra el Panathinaikos el novembre de 2023.
Sarr es va incorporar a la plantilla del primer equip del FC Barcelona per a la temporada 2024-25. El març de 2025, Sarr va tenir un partit destacat en una victòria de la Lliga ACB sobre el CB Breogán al Palau Blaugrana, marcant 21 punts i registrant 3 assistències.
Sarr va provocar polèmica l'abril del 2025 quan va decidir unilateralment viatjar a Portland, Oregon, per jugar a la Nike Hoops Summit del 2025, després que el Barcelona hagués denegat la seva petició per fer-ho. El Barcelona va emetre un comunicat en què reconeix les accions del jugador, considerant-les com un incompliment de les seves obligacions.

## Internacional
Sarr ha representat Itàlia en diverses competicions de nivell juvenil, sobretot el Campionat d'Europa sub-16 2022, el Campionat d'Europa sub-18 2023 i l' EuroBasket sub-18 2024.
El 25 de novembre de 2024 Sarr va debutar amb la selecció italiana en un partit de classificació per a l'EuroBasket 2025 contra la selecció islandesa.